# Bernhard Muhr (Politiker)
Bernhard Muhr (* 3. Juni 1900 in Sankt Englmar; † 18. Dezember 1967 ebenda) war ein deutscher Politiker der SPD.

## Leben
Von 1914 bis 1917 erlernte Muhr bei seinem Vater das Maurerhandwerk, danach zog er durch verschiedene Städte Deutschlands auf Wanderschaft. Später absolvierte er einige Schulungslehrgänge und studierte politische Literatur. 1933 geriet er in sogenannte „Schutzhaft“, auch danach war er noch weiteren Verfolgungen ausgesetzt. Ab 1941 war er als Soldat im Zweiten Weltkrieg an fast allen europäischen Kriegsschauplätzen im Einsatz. Er geriet in britische und französische Kriegsgefangenschaft, aus der er 1946 krankheitsbedingt entlassen wurde. Nach seiner Rückkehr in die Heimat machte sich Muhr im erlernten Beruf selbstständig. Daneben war er auch Betriebsprüfer bei der Landkrankenkasse in Bogen und gehörte dem Vorstand des Bayerischen Waldvereins in Sankt Englmar an.

## Politik
Schon in frühen Jahren war Muhr in der Arbeiterbewegung tätig. 1946 gehörte Muhr der Verfassunggebenden Landesversammlung an. Bei der Landtagswahl im selben Jahr verpasste er zunächst den Einzug in den Bayerischen Landtag, jedoch rückte er am 12. Juni 1947 für den ausgeschiedenen Franz Sichler ins Parlament nach und gehörte diesem bis zum Ende der Wahlperiode 1950 an.